# Gustaf Östberg (jurist)
Gustaf Östberg, född 7 november 1807 i Stockholm, död 14 mars 1871 i Uppsala, var en svensk häradshövding och bruksdisponent på Söderfors bruk. Östberg var son till brukspatronen och grosshandlaren Carl Östberg senior och Carolina Elisabeth Tham samt systerson till Per Adolf Tamm. 
Östberg studerade juridik i Uppsala och blev efter tjänstgöring i länsstyrelsen i Stockholm och Svea hovrätt år 1850 häradshövding i Uppsala läns mellersta domsaga. År 1865 fick Gustaf Östberg även överta brodern, brukspatron Carl Östberg juniors, plats som bruksdisponent på Söderfors bruk, där släkten Östberg hade starka intressen. Han kvarstod i denna tjänst fram till sin död 1871.
Utöver ett flertal styrelseuppdrag inom den uppländska bruksnäringen var Östberg, jämte bland andra Baltzar von Platen och friherre Pehr Gustaf Tamm, initiativtagare till byggandet av Uppsala-Gävle Järnväg.  1840 gifte han sig på Godegårds bruk med sin syssling Anne Louise Grill och bebodde Grillska gården i Uppsala.  De fick tio barn. Gustaf Östberg var far till Gustaf Fredrik Östberg, initiativtagaren till Allmänna valmansförbundet samt morfar till rektorn för Uppsala universitet Nils von Hofsten. Gustaf Östberg är begravd på Uppsala gamla kyrkogård.

## Barn
- Gustaf Fredrik Östberg
- Petter Adolf Östberg
- Clas Östberg
- Ida Östberg von Hofsten
- Anna Östberg Lindblad
- Eva Östberg